# Есхара
Есхара, црна краста (лат. eschara) је ефлоресценција изнада равни коже, или део мртвог ткива, настала као последица гангренозних промена у кожи (тзв сува гангрена). Назив есхара потиче из грчког језика (грч. eskhara, „краста“). Ова гангренозна ефлоресценција најчешће је последица хипоксијом изазване некрозе коже, због смањеног прилива кисеоника у ткива.

## Етиопатогенеза
Есхара се најчешће јавља након опекотина, промрзлина, гангрене (нпр код дијабетесне полинеуропатије, дијабетесног стопала...), чира (улкуса) на кожи, гљивичне инфекције коже и других некротизујућих промена, нпр. након уједа паука, код угризних рана, кожног антракса, тифуса...
Есхара код људи изазвана антраксом је кожна форма (пустула малигна) ове болести - и њен најчешћи клинички облик, који је присутан у око 95% случајева. Улазно место инфекције (бацилом антракса) су повреде на кожи. На месту инфекције се прво јавља макула (округла промена у боји коже), у току 24 часа она прелази у папулу (промену изнад равни коже), а затим у везикулу (мехурић испуњен течношћу). У централном делу везикуле настаје изумирање ћелија (некроза) и ствара се црно смеђа краста (круста) а око ње венац везикула. Након три до пет круста се шири и обухвата венац везикула. Тако настаје антраксна есхара која је црна, јасно ограничена, увучена, сува и безболна. Након отпадања есхаре на њеном месту остаје свеж ожиљак, а некада и велики дефект. Стадијум красте траје и до 20 дана.
Декубитус код старијих или непокретних особа веома је чест узрок есхаре. Код декубитуса есхара се јавља због дугог лежања у једној позицији (продужени притисак) тела, који доводи до оштећење коже и ткива испод ње. Овакво оштећење није везано само за лежање (јер се јавља и код седења), тако да често примењиван назив „рана од лежања“ није одговарајући. Наиме декубитус настаје на свим оним тачкама на телу где се кожа директно ослања на кост. У тим зона крвни судови су изложени притиску, компромитоване циркулације крви, због сужења или зачепљења њиховог лумена што директно има за последицу недовољан доток кисеоника и хранљивих материје до ћелија коже, што узрокујући њихову потпуну некрозу (изумирање).

## Клиничка слика
Промене на кожи су праћена болним увећањем регионалних лимфних жлезди и општим симптомима; језом, благо повишеном температуром грозницом, боловима у мишићима и зглобовима.
| Спољашња или кожна форма антракса (пустула малигна), која се претвара у есхару |                               |                        |
| Кожни антракс на руци                                                          | Кожна форма антракса код деце | Кожни антракс на врату |

## Терапија
Есхару организам може и спонтано да одбаци, или aко се не инфицира и остане сувa, операција се не препоручује. Али есхара може захтевати и хируршко уклањање (дебридман),  есхаротомије или хируршкu тоалету у циљу спречавање инфекција, посебно код имунокомпромитованих пацијената (на пример, ако графт кожа треба да буде постављен).  Како есхаротомијa оставља мање или више дубоке улцерације након њеног зарастања она узрокује појаву ожиљка.  
У лечењу есхаре примењује се и локална терапија мелемима, који се нажалост доста често злоупотребљавају од стране нестручних лица, па је у многим западним земљама њихова дистрибуција и примена регулисана посебним законским прописима, јер често изазивају ожиљке и озбиљне повреде.
Могући су и локални третмани засновани на супстанцама које се називају хидрогелови, који су у стању да временом растворе есхару и олакшају њено касније уклањање без употребе хируршког третмана.

## Прогноза
Есхару организам може спонтано да одбаци, али може да се заврши и тешком инфекцијом и гангреном уда. Ова ефлоресценција, уколико се правилно лечи може да зарасте, али увек уз формирање мањег или већег ожиљка, у зависности од есхаром захваћене површине коже.